# Gilpinia
Genre
Gilpinia est un genre d'insectes de l'ordre des hyménoptères et du sous-ordre des symphytes.

## Espèces
Le genre Gilpinia est composé d'une espèce reconnue par l'ensemble des sources :
- Gilpinia hercyniae (Hartig, 1837) - Diprion européen de l'Épinette

De son côté, Fauna Europaea distingue 12 espèces supplémentaires :
- Gilpinia abieticola (Dalla Torre, 1894)
- Gilpinia catocala (Snellen van Vollenhoven, 1858)
- Gilpinia coreana Takagi, 1931
- Gilpinia fennica (Forsius, 1911)
- Gilpinia frutetorum (Fabricius, 1793)
- Gilpinia laricis (Jurine, 1807)
- Gilpinia pallida (Klug, 1812)
- Gilpinia polytoma (Hartig, 1834)
- Gilpinia socia (Klug, 1812)
- Gilpinia variegata (Hartig, 1834)
- Gilpinia virens (Klug, 1812)